# Gevaerts-Noord
Gevaerts-Noord is een natuurgebied in de West-Vlaamse plaats Beernem. Het wordt beheerd door Natuurpunt.
Dit gebied ligt aan de noordelijke oever van het Kanaal Gent-Brugge, in de vallei van de vroegere Zuidleie.
Het gebied kwam tot stand toen in 1995 de keersluis werd aangelegd. Toen werd een strook van 1500 meter lang en 20 tot 60 meter breed, in totaal 7 ha omvattend, ingericht als natuurontwikkelingsgebied. Hier lagen voorheen bemeste akkers, maar de voedselrijke bovenlaag werd verwijderd. Zo ontstond een terrein met voedselarme vegetatie, waaronder gaspeldoorn.
Het smalle maar langgerekte gebied langs het kanaal heeft oevers waarin de ijsvogel en de oeverzwaluw nestelt. Het terrein is vrij toegankelijk voor wandelaars.